# Cá mõm trâu
Cá mõm trâu vàng (danh pháp khoa học: Incisilabeo behri ) là một loài cá trong chi Bangana thuộc họ Cá chép (Cyprinidae).

## Đặc điểm
Là loài cá nước ngọt sống nổi và đáy, di cư trong vùng nước ngọt. Có chiều dài tối đa tới 60 cm. Tổng số các tia mềm vây lưng 12-13. Có khía sâu chạy ngang đỉnh mõm; với 12-13 tia vây lưng phân nhánh (ở các loài khác trong chi Bangana từ sông Mê Kông là 10-11).

## Phân bố
Là loài cá của khu vực Đông Nam Á, được ghi nhận trong lưu vực sông Mê Kông phía bắc Kratie, bao gồm cả các chi lưu của con sông này, như vậy có mặt tại Lào, Campuchia, Việt Nam (sông Srêpốk). Cũng có các thông báo ghi nhận có mặt trong lưu vực các sông Chao Phraya và Mae Klong (Thái Lan), cũng như tại Vân Nam, Trung Quốc.

## Sinh học
Xuất hiện trong các đoạn sông vùng cao của sông Mê Kông. Sinh sống trong các khúc sông nhiều đá của dòng chính sông Mê Kông trong mùa khô và di chuyển vào các sông suối chi lưu trong mùa nước lớn. Được tìm thấy trong các đoạn nước nông hoặc các đoạn sâu chảy chậm. Là loài cá ăn cỏ, với nguồn thức ăn chủ yếu là tảo bám trên đá, thực vật phiêu sinh và sinh vật bám quanh rễ dưới mặt nước.
Tại Stung Treng phía dưới thác Khone, loài này di cư ngược dòng vào đầu mùa mưa khoảng tháng 5-6 và xuôi dòng trong mùa khô từ tháng 11 tới tháng 2 năm sau. Trong khi đó, tại Sambor và Kratie cũng như ở phía nam thác Khone, nó di chuyển xuôi dòng khi bắt đầu mùa mưa và ngược dòng trong mùa khô. Nguyên nhân cho sự di chuyển như vậy dường như là do sự hiện diện của hệ thống chi lưu quan trọng là các sông Sekong - Sesan - Sông Srêpốk.
Các ngư dân thông báo rằng loài cá này di cư từ hệ thống chi lưu này vào sông Mê Kông trong mùa nước cạn và di cư ngược dòng vào các chi lưu trong mùa mưa, có lẽ là để đẻ trứng. Phía trên thác Khone, loài cá này bắt đầu di cư ngược dòng trong mùa khô (tháng 2-5) và tiếp tục tới khi bắt đầu mùa mưa. Chuyển động này trên thực tế có thể là hai cuộc di cư tách biệt: di cư phi sinh sản trong mùa khô của cá nhỏ hơn và di cư đầu mùa mưa của cá lớn hơn trong điều kiện sinh sản.
Các cuộc di cư ngược dòng từ thác Khone đều hướng tới Chiang Khong ở miền bắc Thái Lan diễn ra khi mực nước lên cao và khi có sự thay đổi màu nước từ trong sang nâu đỏ. Chúng di cư ngược dòng thành đàn cùng các loài cá khác trong họ Cyprinidae như Labeo cf. pierrei, Cirrhinus microlepis, Labeo chrysophekadion, Cyclocheilichthys enoplos cũng như cùng loài cá heo vạch Yasuhikotakia modesta.

## Tại Việt Nam
Được gọi là cá mõm trâu do mõm cá nhìn rất giống mõm trâu, bò. Thức ăn chủ yếu của cá mõm trâu là rong rêu, thường sống ở các dòng sông chảy xiết, trên các đoạn thác, ghềnh. Con lớn có thể nặng tới trên 50 kg. Loài cá này không có xương dăm, chất lượng thịt đặc biệt thơm ngon nên được coi như đặc sản trong hàng cá nước ngọt, xếp trên cả cá lăng. Cá mõm trâu là một trong những loài cá đặc sản của sông Srêpốk. Cá mõm trâu nấu lá giang là món ăn đặc sản của Đắk Lắk. Tuy nhiên, do tình trạng khai thác quá mức và thiếu tính bền vững, hiện tại rất hiếm gặp loại cá này. Tại Đắk Lắk, nhiều người cho rằng đây là loài cá anh vũ tiến vua nổi tiếng sống ở vùng sông Đà.